# Storrs (Connecticut)
Storrs es un lugar designado por el censo ubicado en el condado de Tolland en el estado estadounidense de Connecticut. En el año 2000 tenía una población de 10,996 habitantes y una densidad poblacional de 742 personas por km²

## Geografía
Storrs se encuentra ubicado en las coordenadas 41°48′30″N 72°14′58″O / 41.80833, -72.24944.

## Demografía
Según la Oficina del Censo en 2000 los ingresos medios por hogar en la localidad eran de $76,000 y los ingresos medios por familia eran $64,833. Los hombres tenían unos ingresos medios de $34,766 frente a los $23,229 para las mujeres. La renta per cápita para la localidad era de $9,947. Alrededor del 33.5% de la población estaban por debajo del umbral de pobreza.